# Comuna Roosna-Alliku
Roosna-Alliku (în germană Kaltenbrunn) este o comună (vald) din Comitatul Järva, Estonia. Cuprinde 13 localități: târgușorul Roosna-Alliku și 12 sate. Localitatea a fost locuită de germanii baltici.

## Sate componente
- Allikjärve
- Esna
- Kaaruka
- Kihme
- Kirisaare
- Kodasema
- Koordi (în germană Kirrisaar sau Gohrenhof; localitatea a fost locuită de germanii baltici)
- Oeti
- Tännapere
- Valasti
- Vedruka
- Viisu